# Elsbeth von Ameln
Elsbeth von Ameln (* 16. Juni 1905 in Köln als Elsbeth Pollitz; † 30. April 1990 ebenda) war eine deutsche Juristin an den alliierten Militärgerichten und später am Amts- und Landgericht Köln.
Nach ihrer Promotion am 18. Februar 1933 wurde sie während der Zeit des Nationalsozialismus, da ihr Vater jüdischer Abstammung war, ausgegrenzt und nicht als Rechtsanwältin zugelassen. 1944 widersetzte sie sich dem Deportationsbefehl und lebte die letzten Monate auf der Flucht. Im April 1945 erhielt sie die Zulassung von der Militärregierung für die amerikanischen Militär- und Zivilgerichte. Ihre Befugnisse wurden später auf alle alliierten Militärgerichte ausgeweitet. Seit 1946 wurde sie als Strafverteidigerin am Amts- und Landgericht Köln zugelassen.

## Leben und Werk
Elsbeth Pollitz wurde als erste Tochter des jüdischen Prokuristen Oskar Pollitz und seiner Frau Josephine Reh in Köln geboren. Sie wuchs in einem gutbürgerlichen Elternhaus in Köln auf. Ihr Vater Oskar Pollitz konvertierte vor der Hochzeit 1903 zum Evangelikalismus. Elsbeth Pollitz besuchte die Kaiserin-Augusta-Schule und die Königin-Luise-Schule in Köln. Ostern 1920 wurde Elsbeth Pollitz konfirmiert. Nach ihrem Schulabschluss begann sie 1925 ein Studium der Rechtswissenschaften in Marburg und wechselte Ende 1927 nach Köln. In Marburg war sie 1925 die einzige Jura-Studentin in ihrem Semester. Ihr Referendariat legte sie beim Amtsgericht Brühl ab und wurde hier von der Richterin Marie Klahr ausgebildet. Später arbeitete sie an der Zivilkammer, der Staatsanwaltschaft und am Schöffengericht in Köln. Im Juni 1929 legte sie das Referendariatsexamen in Köln ab und begann mit der Arbeit an ihrer Promotion. Ihr Berufsziel war Strafverteidigerin beim Jugendgericht. Am 18. Februar 1933 promovierte sie bei Gotthold Bohne mit dem Thema „Der Gerichtshelfer“.
Durch den Repetitor Victor Loewenwarter, einen Verwandten des Vaters, der Elsbeth Pollitz auf das Assessorexamen vorbereitete, erfuhr sie erst im April 1933 von ihrer jüdischen Abstammung. Infolge ihrer abgegebenen Erklärung zum Gesetz zur Wiederherstellung des Berufsbeamtentums wurde ihr am 23. August 1933 vom Präsidenten des Oberlandesgerichtes Köln mitgeteilt, dass sie das Große Staatsexamen zwar noch abschließen könne, aber keine Ernennung zur Gerichtsassessorin erfolgen werde.
Am 17. Oktober 1933 heiratete sie den Juristen Hermann von Ameln, den sie 1928 während des Referendariats bei der Versteigerungs- und Grundbuchabteilung kennengelernt hatte.
Am 2. Juni 1934 legte Elsbeth von Ameln in Berlin das juristische Staatsexamen ab. Acht Tage später wurde sie als „jüdischer Mischling“ auf Grundlage des Rechtsanwaltsgesetzes aus dem Staatsdienst entlassen und ihr die Ernennung zur Rechtsanwältin verwehrt. In der Folgezeit arbeitete sie in der Kanzlei ihres Ehemanns. Sie bearbeitete gemeinsam mit ihm die Neuauflagen der Lehrbücher von Viktor Loewenwarter. Aus Sorge um ihren Vater entschied sich Elsbeth von Ameln gegen eine Emigration. Sie engagierte sich im Paulus-Bund, der Vereinigung der nichtarischen Christen, dessen stellvertretende Vorsitzende sie 1936 war. Nach der Erkrankung des Vorsitzenden, Kurt Frankenstein, übernahm sie 1937 die Leitung des Kölner Paulus-Bundes. Nach der Verabschiedung des Gesetzes, das jüdischen Mitbürgern verbietet sich in Vereinen zu engagieren, löste sich der Kölner Verein 1937 auf. Elsbeth von Ameln vernichtete vorsorglich unverzüglich alle Vereinsunterlagen. Zwei Tage später wurde sie in die Kölner Gestapo-Zentrale, dem EL-DE-Haus vorgeladen, jedoch nach dem Verhör wieder freigelassen.
Weil ihr Mann mit einem jüdischen „Mischling“ verheiratet war, wurde er zunehmend gesellschaftlich isoliert und während des Zweiten Weltkrieges nicht zum Kriegsdienst eingezogen. Aufgrund der Ausgrenzung kam die Kanzlei nun fast vollständig zum Erliegen. Im November 1939 wurde ihr Mann denunziert und der Ausschluss aus der Anwaltskammer angedroht, da er seine Frau in der Kanzlei beschäftigte und Oscar Pollitz mit in der Wohnung der Familie wohnte. Das Ehepaar zog nach Braunsfeld in die Paulistraße 11, während die Eltern in eine kleine Wohnung nach Lindenthal umziehen mussten. Die engsten Freunde des Ehepaares waren in dieser Zeit der ehemalige Senatspräsident Alfred Wieruszowski und seine Frau, die langjährige Leiterin des Ostasiatischen Museums in Köln, Frieda Fischer-Wieruszowski, die ein ähnliches Schicksal teilten.
Als in den letzten Kriegsjahren auch zunehmend Menschen jüdischer Abstammung gemeinsam mit ihren nicht-jüdischen Ehepartner ausgegrenzt, angefeindet und deportiert wurden, entschloss sich Elsbeth von Ameln 1944 nach Erhalt des Deportationsbefehls unterzutauchen. Sie floh zunächst innerhalb von Köln zu Bekannten, nach Düren und später wieder nach Köln und nach Remscheid. Ihr Ehemann wurde am 28. Februar 1945 zum Volkssturm nach Müngersdorf einberufen.
Bereits einen Monat nach der Befreiung Kölns durch die US Army wurde Elsbeth von Ameln am 2. April 1945 als Strafverteidigerin am amerikanischen Militärgericht zugelassen. Am 6. Juni 1945 wurden ihre Befugnisse von den alliierten Besatzungsmächten als Richterin auf alle Militär- und zivilen Gerichte ausgeweitet. Im Juni 1945 erhielt sie vom Kölner Jugendgericht ihre 1934 verweigerte Ernennung als Gerichtsassessorin. Am 13. April 1946 wurde sie als Rechtsanwältin am Amts- und Landgericht Köln zugelassen. Sie arbeitete lange Jahre als Strafverteidigerin, während ihr Mann sich Zivilsachen widmete. 1952 eröffneten sie eine gemeinsame Kanzlei am Gereonsplatz.
Bis zu ihrer Pensionierung am 2. Juli 1984 war sie wesentlich am Aufbau der demokratischen Justiz in Köln beteiligt. Sie engagierte sich für die Wiederbelebung des Deutschen Anwaltvereins in Köln nach dem Zweiten Weltkrieg. Sie wurde in die Ständige Deputation des Deutschen Juristentages gewählt, verzichtete jedoch auf ihren Sitz.
Am 30. April 1990 starb Elsbeth von Ameln 84-jährig in Köln. Sie wurde in der Familiengrabstätte auf dem Melaten-Friedhof beigesetzt.

## Andenken

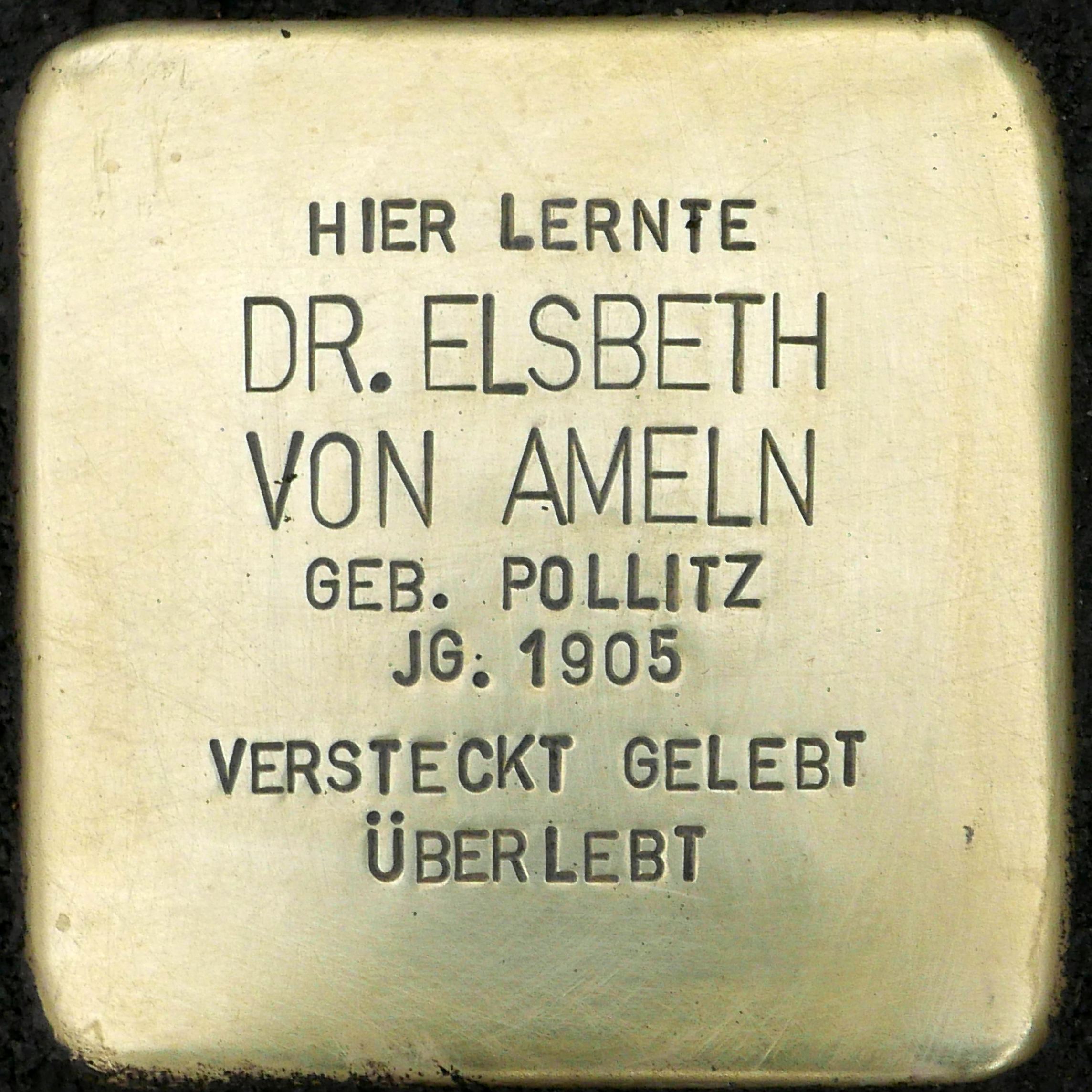
Stolperstein für Elsbeth von Ameln, vor der Kölner Königin-Luise-Schule im März 2019 verlegt.

Am 18. März 2019 wurde durch den Künstler Gunter Demnig vor dem Eingang der Königin-Luise-Schule zum Andenken an Elsbeth von Ameln ein Stolperstein verlegt.

## Werke von Elsbeth von Ameln (Auswahl)
- Elsbeth Pollitz: Der Gerichtshelfer. Promotion. Köln 1933.
- Elsbeth von Ameln: Köln, Appellhofplatz : Rückblick auf ein bewegtes Leben. Köln 1985, ISBN 3-87909-147-1.